# Рам Чаран Тедж
Рам Чаран Тедж (тел. రాం చరణ్ తేజ; Ram Charan Teja; *27 березня 1985) — індійський кіноактор найвідоміший своїми роботами в Толлівуді.
Дебютний фільм Рама Чарана — Chirutha / Гепард (2007 р.). За цей фільм він отримав нагороду Filmfare — найкращий чоловічий дебют.
Другий фільм Magadheera (Величний воїн) (2009) став хітом. Це перший телюґу фільм, що зібрав понад 100 крор (1 крор = 10 000 000 рупій) (бл. 150 млн грн.). Фільм отримав шість нагород Filmfare в тому числі нагороду за найкращу чоловічу роль.

## Приватне життя
Чаран одружений з Упасаною Камінені, дочкою індійського мільйонера з родини Камінені.

## Фільмографія
| Рік  |   | Українська назва | Оригінальна назва       | Роль |
| ---- | - | ---------------- | ----------------------- | ---- |
| 2007 | ф | Гепард           | Chirutha                |      |
| 2009 | ф | Великий воїн     | Magadheera              |      |
| 2010 | ф | Апельсин         | Orange                  |      |
| 2012 | ф |                  | Rachcha                 |      |
| 2013 | ф | Лідер            | Naayak                  |      |
| 2013 | ф |                  | Zanjeer                 |      |
| 2014 | ф | Хто він?         | Yevadu                  |      |
| 2014 | ф |                  | Govindudu Andarivadele  |      |
| 2015 | ф | Брюс Лі - Боєць  | Bruce Lee - The Fighter |      |
| 2016 | ф |                  | Dhruva                  |      |
| 2017 | ф |                  | Khaidi No. 150          |      |
| 2018 | ф |                  | Rangasthalam            |      |
| 2019 | ф |                  | Vinaya Vidheya Rama     |      |
| 2020 | ф |                  | RRR                     |      |